# Chronologie du château de Versailles
Chronologie du château de Versailles

## XVIIesiècle

### Années 1600
- 1607 - Louis, futur Louis XIII, à six ans chasse pour la première fois à Versailles[1], il réside alors au château de Saint-Germain-en-Laye.

### Années 1620
- 1623 - Louis XIII, âgé de 22 ans, fait construire un pavillon de chasse à Versailles[1].

### Années 1630
- 1630 - 11 novembre, Richelieu rencontre Louis XIII à Versailles ; il est confirmé dans ses fonctions lors de ce qui sera appelé la journée des dupes.
- 1631 à 1634 - À la demande du roi, Philibert Le Roy remanie le château de 1623. Il l'agrandit aux proportions actuelles de la cour de Marbre et rénove la façade du chateau de briques et de pierres.
- 1632 - 8 avril, Louis XIII rachète le domaine de Versailles à Jean-François de Gondi et fait ainsi l'acquisition de sa seigneurie.

### Années 1650
- 1651 - première visite de Louis XIV, âgé de 13 ans, à Versailles.

### Années 1660
- 1662 - Louis XIV lance les travaux d'agrandissement à Versailles. À sa mort, 53 ans plus tard, Versailles sera toujours en travaux[2].
- 1664
  - Construction de la tour d'Eau qui remplace la pompe de Claude Denis de l'étang de Clagny
  - 6 mai, début des Plaisirs de l'île enchantée, grande fête de plusieurs jours donnée par le roi dans les jardins du château
- 1665
  - construction de la grotte de Thétis
  - Mise en service de la pompe conçue par Denis Jolly pour la tour d'eau et qui alimente le réservoir de la grotte de Thétis
  - Premières statues dans le parc
- 1666 - 17 août, inauguration par Louis XIV des premières Grandes eaux de Versailles[3]
- 1667
  - Début de creusement du Grand Canal
  - Construction de 3 grands réservoirs de glaise au nord du château (le long de l'actuelle rue des Réservoirs qui en tire son nom)
- 1668
  - 18 juillet, « Grand Divertissement Royal de Versailles », deuxième fête dans les jardins qui permettra de faire connaître le nom de Versailles et marquée par la création de George Dandin, de Molière, et des Fêtes de l’Amour et du Hasard, de Lully.
  - Début de la construction par Louis Le Vau de l'« enveloppe », un second bâtiment qui encercle le premier château d'origine construit par Louis XIII.
  - Début du creusage du Grand Canal[4].
  - Construction des aménagements hydrauliques sur la Bièvre (création de l'étang du Val, aqueduc, réservoirs de Satory)
  - Arrivée à la ménagerie du château d'une éléphante offerte par le roi du Portugal.
- 1669
  - Construction du Trianon de porcelaine.

### Années 1670
- 1670 et 1671 - quatorze grands hôtels particuliers (Luxembourg, Noailles, Guise ou encore Bouillon et Gesvres) sont construits dans la nouvelle ville de Versailles.
- 1671 - Le corps central avec les appartements du Roi et de la Reine, les 4 pavillons de l'avant-cour et les premiers jardins sont achevés[2].
- 1672 - 3 réservoirs sont construits sous la terrasse du château
- 1673 - Expropriation des habitants du bourg de Versailles contre 119 823 livres[4].
- 1674
  - Destruction des maisons du bourg[4].
  - Construction de l'Escalier des Ambassadeurs ou Grand Degré.
  - Pierre-Paul Riquet présente au roi un projet d'un canal de la Loire à Versailles pour alimenter le parc en eau. L'abbé Picard en démontrera l'impossibilité.
- 1675 - Début des travaux pour capter l'eau des étangs de Trappes et de Bois d'Arcy
- 1678
  - Début de la construction de la Galerie des Glaces sur l'ancienne terrasse du château neuf.
  - Début de la construction de l'aile du Midi destiné à loger les princes de sang et la Famille Royale.
  - Début des travaux de la pièce d'eau des Suisses et du bassin de Neptune.
  - Les fontaines des jardins peuvent fonctionner tous les jours grâce à l'apport des étangs de Trappes et de Bois-d'Arcy[5].
- 1679 - Achèvement du Grand Canal[4].

### Années 1680
- 1680
  - Dans ses Mémoires, Primi Visconti critique avec virulence le château de Versailles
  - Construction d'une grille par Mansart entre la cour d'Honneur et la cour royale.
  - Achèvement de l'aile du Midi.
- 1681
  - Charles Le Brun achève la peinture des plafonds des Grands Appartements.
  - Excavation du Grand Canal et de la pièce d’eau des Suisses.
  - Multiplication des bosquets ainsi que des fontaines dans le jardin au prix de longs travaux d’adduction d’eau. C’est ainsi que naissaient les jardins à la française.
  - mai - Début des travaux de canalisation de la Seine pour la machine de Marly
- 1682
  - Début de construction du Grand Commun.
  - 6 mai - Versailles devient officiellement le siège du gouvernement donc la capitale du royaume[6]
  - 14 juin - Premier essai, concluant, en présence du roi de la machine de Marly.
- 1683
  - Le Grand parc de chasse est entièrement ceint d'un mur de 3 mètres de haut sur une longueur de 43 km.
  - Sous la direction de Jules Hardouin-Mansart, réaménagement de l'ancienne Orangerie construite en 1663 par Louis Le Vau.
- 1684
  - Achèvement du Grand Commun.
  - Arasement du sommet de la butte de Montbauron et construction de quatre réservoirs pour stocker l'eau de la machine de Marly[4].
  - Construction de nouveaux réservoirs (le long de l'actuelle rue des Réservoirs) au nord du château.
  - Aménagement des réservoirs de Gobert pour recevoir l'eau des étangs inférieurs et de l'aqueduc de Buc.
  - Achèvement de la machine de Marly (mais sa mise en service pour Versailles attendra encore).
- 1685
  - Début de construction de l'aile du Nord (sur l'emplacement des anciens réservoirs)
  - Maximum de personnes travaillant sur le site de Versailles : 36 000 hommes[2] (11 heures par jour, 220 jours/an).
  - Pour le protéger des vols et dégradations, le parc est fermé aux personnes extérieures à la Cour[7]
  - Début des travaux du canal de l'Eure[5]
  - 15 mai - réception du doge de Gênes et première grande réception dans la galerie des Glaces[6]
- 1686
  - Destruction de la grotte de Téthys pour laisser la place à la chapelle royale.
  - Achèvement de l'aqueduc de Buc
  - 1er septembre - Réception des ambassadeurs du roi de Siam[6]
- 1687 - La « fièvre paludéenne » tue 6000 ouvriers sur le chantier du château[2].
- 1688
  - Début de la Guerre de la Ligue d'Augsbourg qui ralentit les travaux avec un manque de matériaux[2].
  - Abandon du creusement du canal de l'Eure[5]
  - Arrêt des derniers moulins de Clagny[8]
  - Achèvement de l'Aile du Nord.
  - Achèvement de l'ensemble des travaux relatifs à la machine de Marly.
- 1689
  - Début de la construction de la chapelle du château de Versailles.
  - Arrêt des moulins du Val qui remontaient l'eau de la Bièvre. Le parc n'est plus alimenté que par le réseau gravitaire[8].

### Années 1690
- 1691 - vol des franges d'Or des rideaux du Grand appartement, elles seront mystérieusement restitués quelques jours plus tard (on suppose une vengeance contre Bontemps, l'intendant du château)[7]
- 1697
  - Fin de la guerre de la Ligue d'Augsbourg qui pendant 9 ans avait ralenti les travaux
  - 11 décembre - Mariage du duc de Bourgogne (petit-fils de Louis XIV et futur père de Louis XV) et de Marie-Adélaïde de Savoie[6]
- 1698 - Agrandissement et rénovation de la ménagerie royale par Jules Hardouin-Mansart.
- 1699 - Reprise de la construction par Jules Hardouin-Mansart de la chapelle, interrompue par la guerre de la Ligue d'Augsbourg

## XVIIIesiècle

### Années 1700
- 1704 - Novembre, réouverture du parc à tous les visiteurs[7] (réservé à la Cour pendant 19 ans)
- 1708 - Mort de Jules Hardouin-Mansart
- 1710 - La chapelle est achevée par Robert de Cotte, beau-frère de Jules Hardouin-Mansart.

### Années 1710
- 1710
  - Février - 15, naissance de Louis, futur Louis XV, troisième fils de Louis de France, le Petit Dauphin, et de Marie-Adélaïde de Savoie et ainsi arrière-petit-fils de Louis XIV.
- 1711
  - 18 novembre - Secousse de tremblement de terre ressentie à Versailles[9].
- 1712
  - Une épidémie de rougeole emporte Marie-Adélaïde de Savoie le 12 février, son mari le dauphin Louis de France, le 18 février et leur fils, le duc de Bretagne devenu dauphin sous le nom de Louis de France, le 8 mars.
- 1715
  - 19 février - Réception de l'ambassade de Perse, 3e et dernière reçue par Louis XIV dans la galerie des Glaces[6]
  - Septembre
    - 1er septembre, mort de Louis XIV
    - 9 septembre, après 8 jours d'exposition au salon de Mercure, la dépouille du roi est amenée à Saint-Denis
    - Après la mort du roi, retour de la cour à Paris
- 1717 -
  - Mai - du 24 au 26 mai, visite du tsar Pierre le Grand qui loge dans les petits appartements du duc de Bourgogne
  - Juin, du 3 au 11 juin, seconde visite après un passage à Paris et logement dans l'aile de Trianon-sous-bois.

### Années 1720
- 1722
  - 15 juin - Retour du Régent, du roi Louis XV et de la cour à Versailles[6]

### Années 1730
- 1735 - assèchement puis comblement de l'étang de Clagny pour raisons de salubrité[8].

### Années 1740
- 1742 - 11 janvier - Réception de l'ambassade de la Sublime Porte[6].
- 1743 - Installation d'une « chaise volante » (ancêtre de l'ascenseur), une invention de de Villayer[10] pour permettre à la duchesse de Chateauroux, maitresse du Roi, de rejoindre ses appartements situés en hauteur[11].
- 1746 - Expérience dans la galerie des Glaces de décharges électriques par l'abbé Nollet devant le roi et la cour.
- 1748 - Construction dans le hall de l'escalier des Ambassadeurs d'un théâtre pour Madame de Pompadour, dénommé « théâtre des Petits Cabinets ».

### Années 1750
- 1752 - destruction de l'escalier des Ambassadeurs
- 1754 - en janvier, arrivée du pendule astronomique de Passemant au château et qui est installé parmi les cadrans astronomiques du cabinet de la Pendule
- 1756
  - 18 février, secousse de tremblement de terre de Durën en Westphalie ressentie à Paris et Versailles[9]
  - 1er mai, signature du traité de Versailles entre l'Autriche et la France établissant une alliance entre les deux pays.
  - 30 mai, secousse de tremblement de terre ressentie à Versailles[9]
- 1757 - 5 janvier, attentat de Damiens contre le roi.

### Années 1760
- 1760
  - 20 janvier, secousse de tremblement de terre ressentie à Versailles[9]
  - Construction de l'hôtel de la Guerre
- 1761 - Début de la construction du Petit Trianon
- 1763 - décembre, la famille Mozart, le père Léopold, son fils Wolfgang et sa fille Nannerl sont à Versailles. Ils sont reçus en privé par le roi et Mme de Pompadour mi-décembre puis en réception officielle fin décembre[6].
- 1764 - 1er janvier 1764, la famille Mozart est conviée à la table du roi et concert improvisée de Wolfgang Mozart pour le roi sur l'orgue de la chapelle royale. Ils quittent Versailles après 16 jours[6].
  - décembre
- 1762 - Achèvement de l'hôtel des Affaires étrangères et de la Marine
- 1768
  - Signature du traité de Versailles qui rattache la Corse au patrimoine personnel du roi de France, l'île reste juridiquement possession de la république de Gênes mais de fait, est occupée et administrée par la France.
  - Fin de la construction du Petit Trianon
- 1769 - le secrétaire à cylindre de Louis XV est livré au Roi
  - 10 juillet, Louis Antoine de Bougainville présente le chef Otaïtien Aotourou au roi et à ses ministres[12]

### Années 1770
- 1770
- Arrivée d'un rhinocéros en provenance de Chandernagor offert à Louis XV[13]
- 16 mai, mariage du dauphin (futur Louis XVI) avec Marie-Antoinette de Lorraine, archiduchesse d’Autriche, célébré dans la chapelle royale et inauguration de l’Opéra Royal à l’occasion du festin royal.
- 1771
  - Gabriel présenta à Louis XV son « Grand Projet » de reconstruction de toutes les façades côté ville.
  - Retrait de la grille entre la cour d'Honneur et la cour Royale
  - 14 mai 1771, Louis, comte de Provence et futur Louis XVIII, épouse Marie-Joséphine de Savoie dans la chapelle royale,
- 1772 - Début
- 1775 - début d'année, Louis XVI ordonne que les arbres du petit parc, qui se mouraient, soient rasés[14].

### Années 1780
- 1782 - Marie-Antoinette demande la création du Hameau de la Reine.
- 1783
  - Signature du traité de Versailles par la France, l'Espagne et la Grande-Bretagne.
  - 19 septembre, 120 000 personnes assistent devant le château de Versailles au premier vol habité d'une montgolfière.
- 1784
  - démonstration à la cour du « baquet de Mesmer »
  - L'automate la joueuse de tympanon est présentée à Versailles. La reine Marie-Antoinette l'achètera l'année suivante.
- 1787 - Édification du pavillon de chasse de La Lanterne par le prince de Poix, capitaine des chasses et gouverneur de Versailles, sur un terrain situé en bordure de la ménagerie.
- 1789
  - Octobre - 5, le peuple de Paris conduit par des femmes marche sur Versailles, où il se heurte aux grilles du château. Une fusillade éclate. Le peuple envahit le château, et ramène la famille royale à Paris.

### Années 1790
- 1791 - Les tableaux, les glaces et tous les emblèmes trop explicites de la royauté sont décrochés des murs et des plafonds. Les œuvres d'art sont envoyées au Louvre, devenu le musée central des Arts en 1792.
- 1793
  - Juin - 10, la Convention, après la chute de la monarchie, vend à l'encan le mobilier du château : 17 182 lots, étalés sur les années 1793-1796. Les plus belles pièces partent pour l'Angleterre, achetées par des mandataires du roi George III
- 1794
  - Juin - 4, la Convention classe le château parmi les résidences entretenues par la République[15].

## XIXesiècle

### Années 1800
- 1804 - Le château est classé parmi les résidences impériales[15]
- 1805
  - Napoléon fait remeubler le Trianon où il effectuera des séjours avec l'impératrice Marie-Louise[15]
  - Janvier - 3, Le pape Pie VII visite le château de Versailles[6].
- 1806 - L'architecte Jacques Gaudouin propose une importante transformation d'un coût de 50 millions de francs refusée par l'Empereur.
- 1808, l'inspecteur du château, Alexandre Dufour, fait construire le portique de la Vieille-aile[15] (remplacée aujourd'hui par le pavillon Dufour), symétrique du pavillon Gabriel

### Années 1810
- 1815 - À la Restauration, Philippe Louis Marc Antoine de Noailles, prince de Poix devient gouverneur de la Maison royale de Versailles et de Trianon et à ce titre représentant du roi à Versailles.
- 1819 Armand-Maximilien-François-Joseph-Olivier de Saint-Georges, marquis de Vérac succède à de Noailles mort cette année-là comme gouverneur de la Maison royale de Versailles et de Trianon.

### Années 1830
- 1833 - Louis-Philippe Ier, roi des Français, décide, pour sauver Versailles de la ruine, de le transformer en un musée de l'histoire de France célébrant les conquêtes militaires de l'Ancien Régime, de la Révolution française, de l'Empire et même de la Restauration.
- 1836 - 30 juin, le mur du réservoir nord du parc cède, inondant l'hôtel des Réservoirs et se déversant dans la rue des Réservoirs.
- 1837 - 18 juin, inauguration du musée de l'Histoire de France par Louis-Philippe

### Années 1850
- 1850 - Eudore Soulié est nommé « conservateur adjoint chargé du service du Musée de Versailles » par Émilien de Nieuwerkerke
- 1854 - Eudore Soulié est autorisé à prendre le titre (de courtoisie) de « conservateur de Versailles »
- 1855 - 25 août, Napoléon III reçoit la reine Victoria au château de Versailles avec dîner, bals et feu d'artifice[6]. C'est l'occasion d'innovations avec l'éclairage au gaz de la galerie des Glaces et des premières photographies prises dans le château[6].

### Années 1860
- 1867
  - Sous l'impulsion de l'impératrice Eugénie, le grand serre-bijoux de Schwerdfegern, le bureau fait par Roentgen et quelques autres meubles prestigieux réintègrent Versailles.
  - Un musée consacré à Marie-Antoinette est ouvert, le temps de l'exposition universelle au Petit Trianon[6].
  - Eudore Soulié est définitivement nommé « conservateur de Versailles » en titre.
  - Aux environs du 10 juillet, Mark Twain passe une journée entière à visiter Versailles. La chronique de sa visite sera publiée le 5 septembre dans Daily Alta California de San Francisco puis reprise dans son récit semi-autobiographique Le Voyage des innocents[16].

### Années 1870
- 1870 - le château devient le quartier général de l’armée prussienne lors du siège de Paris,
- 1871
  - Janvier - 18, proclamation de l'Empire allemand dans la galerie des Glaces
  - Février - 26, signature du traité préliminaire de paix dans la galerie des Glaces, mettant un terme à la guerre franco-prussienne de 1870.
  - Mars, le gouvernement Dufaure se replie à Versailles. Plusieurs ministères, le conseil d'État et la banque de France s'installent au château[17]. La galerie des Glaces sert à loger des députés n'ayant pu trouver d'hébergement dans la ville[17]
  - Mars - 20, réunion de la nouvelle assemblée nationale de la IIIe République dans la salle de l'opéra.
  - Septembre - 2, un conseil de guerre contre des insurgés de la Commune de Paris se tient dans le manège de la Grande Écurie[2]. Plusieurs des 24 conseils de ce type en région parisienne s'y tiendront[2].
- 1875 - 25 mai, à la suite de l'adoption du bicamérisme, une loi est votée attribuant l'aile du Midi à la Chambre des députés et l'opéra au Sénat
- 1876
  - Edmond de Joly construit en 8 mois seulement la salle du Congrès dans l'aile du Midi.
  - Mort d'Eugène Soulié, premier conservateur de Versailles. Nomination de Louis Clément de Ris à ce poste.
- 1879 - 21 juin, une loi constitutionnelle abroge l'article 9 de la Constitution qui fixe le lieu où siègent les deux chambres, et une simple loi fixe les nouveaux emplacements que sont le Palais Bourbon pour la Chambre des députés et le Palais du Luxembourg pour le Sénat. Cette loi précise tout de même que les anciens locaux de Versailles doivent être mis à la disposition des deux chambres sans délai dès qu'elles le souhaitent. Les élections des présidents de la République par le Parlement y demeurent[15].

### Années 1880
- 1882 - Départ du conservateur Louis Clément de Ris. Nomination de Charles Gosselin à la conservation de Versailles.
- 1887 - 3 décembre, Sadi Carnot est élu président de la République par le Parlement réuni à Versailles.

### Années 1890
- 1892 - Mort de Charles Gosselin. Pierre de Nolhac (1859-1936) devient conservateur du musée de Versailles
- 1894 - 27 juin, Jean Casimir-Perier est élu président de la République par le Parlement réuni à Versailles.
- 1895 - 17 janvier, Félix Faure est élu président de la République par le Parlement réuni à Versailles.
- 1896 - réception officielle du tsar Nicolas II de Russie[6]
- 1899 - 18 février, Émile Loubet est élu président de la République par le Parlement réuni à Versailles.

## XXesiècle

### Années 1900
- 1905 - 2 juin, visite du château de Versailles par le roi d'Espagne Alphonse XIII accompagné du président de la République Émile Loubet[18]
- 1906 - 18 février, Armand Fallières est élu président de la République par le Parlement réuni à Versailles.
- 1907 - 29 mai, visite du château de Versailles par le roi de Norvège Haakon VII et de son épouse Maud de Galles accompagnés du président de la République Armand Fallières. Lors de la visite, la calèche transportant la reine de Norvège et l'épouse du président français Jeanne Fallières aura un accident dans le parc lors de la traversée du pont de la Fermière, entraînant la mort d'un cheval[19].

### Années 1910
- 1910 - 27 avril, lors de sa tournée en Europe, l'ancien président américain Théodore Roosevelt fait une halte à Versailles pour visiter le château[18]
- 1913 - 18 février, Raymond Poincaré est élu président de la République par le Parlement réuni à Versailles.
- 1914[20] :
  - Retour à Versailles des globes de Coronelli. Ils ne seront installés qu'après la Grande guerre.
  - 2 août : mobilisation générale des armées de France : la cour d'honneur et la place d'armes servent au rassemblement des troupes. L'hôtel Trianon Palace accueille un hôpital anglais. Le musée est fermé.
  - Fin août : certaines œuvres des Gobelins sont évacuées vers le sud de la France. D'autres œuvres sont stockées dans les caves de l'aile Gabriel. Quelques gardiens, le conservateur, Pierre de Nolhac, et François-Benjamin Chaussemiche, l'architecte en chef, restent au château.
  - automne : des tranchées et aménagement défensifs sont organisés dans le parc dans le cadre de la ceinture défense de Paris
  - automne : du bétail est élevé dans le parc pour la subsistance de la capitale. Il sera évacué durant l'hiver.
- 1919 - 28 juin, signature du traité de Versailles dans la galerie des Glaces

### Années 1920
- 1920
  - Départ de Pierre de Nolhac. Nomination de son adjoint André Pératé (1862-1947) à la conservation du musée de Versailles.

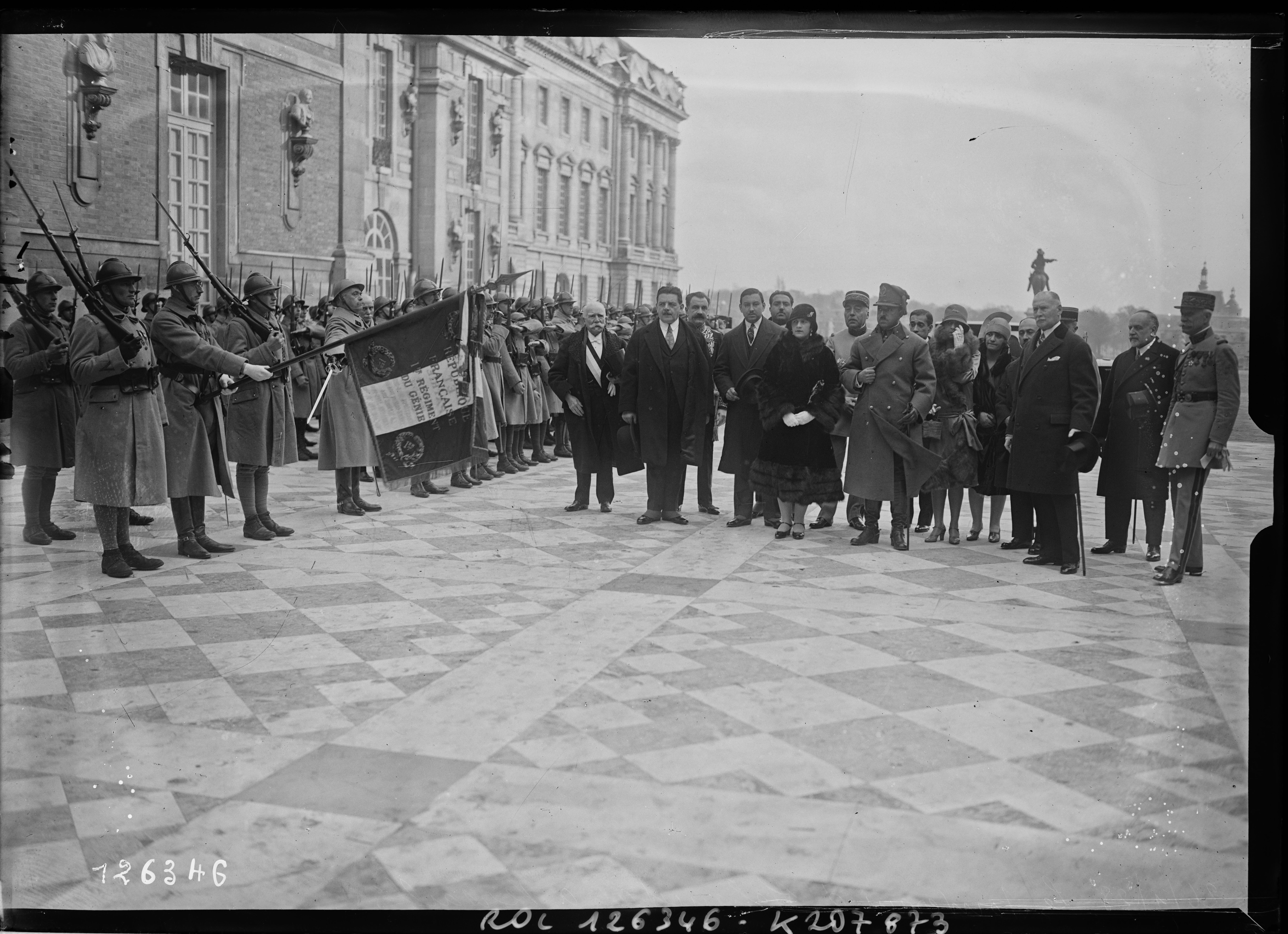
Visite à Versailles des souverains d'Afghanistan Amanullah Khan et Soraya Tarzi accompagnés d'Édouard Herriot, alors ministre de l'Instruction publique et des Beaux-Arts.

- - Février - 18, Paul Deschanel est élu président de la République par le Parlement réuni à Versailles.
  - Juin - 4, signature du traité de Trianon au Grand Trianon réglant le sort de la Hongrie
  - Septembre - 23, Alexandre Millerand est élu président de la République par le Parlement réuni à Versailles.
- 1924 - 13 juin, Gaston Doumergue est élu président de la République par le Parlement réuni à Versailles.
- 1928 - 26 janvier, visite du roi et de la reine d'Afghanistan Amanullah Khan et Soraya Tarzi

### Années 1930
- 1931 - 13 juin, Paul Doumer est élu président de la République par le Parlement réuni à Versailles.
- 1932
  - Départ d'André Pératé. Nomination de Gaston Brière (1871-1962) à la conservation du musée de Versailles.
  - Mai - 10, Albert Lebrun est élu président de la République par le Parlement réuni à Versailles.
- 1938
  - Réception officielle du roi George VI du Royaume-Uni[6]
  - Gaston Brière est admis à faire valoir ses droits à la retraite. Pierre Ladoué (1881-1973) devient conservateur en chef.
- 1939 - 5 avril, Albert Lebrun est réélu président de la République par le Parlement réuni à Versailles.

### Années 1940
- 1940
  - 13 juin, il ne reste plus à Versailles que le conservateur en chef et trois jardiniers[21]
  - 14 juin - arrivée des Allemands au château de Versailles. Le château est mis à leur disposition de 9 à 21 heures, les soldats allemands le visitent en masse[22]
  - Automne : Projet que Pétain, chef du régime de Vichy, s'installe au château, les Allemands étant prêts à intégrer Versailles en zone libre mais le projet n'aboutit pas[22].
- 1941
  - Départ de Pierre Ladoué. Charles Mauricheau-Beaupré (1889-1953) est nommé conservateur en chef.
  - Le château est rouvert à la visite pour les Français[22].
  - 1er juillet - Joseph Goebbels visite le château[22].
- 1943 - installation de canon anti-aérien allemand côté sud du château pour protéger la gare de Versailles-Chantiers des bombardements alliés[2]
- 1944
  - 23 août, libération de la ville de Versailles
  - Septembre :
    - Le commandement allié s'installe à l'hôtel Trianon Palace, à proximité immédiate du château.
    - spectacle organisé dans les jardins devant le château pour les troupes américaines avec Fred Astaire en vedette[2]

  - 15 décembre, disparition au-dessus de la Manche de Glenn Miller qui venait de donner un concert au château de Versailles pour les troupes américaines[2].
- 1946 - juillet, réouverture du château au public[22]
- 1947 - 16 janvier, Vincent Auriol, est élu président de la République (premier président de la IVe République) par le Parlement réuni en Congrès à Versailles.
- 1948 - 6 mai, visite de la princesse Élisabeth (future Élisabeth II)[18].

### Années 1950
- 1950 - mise hors service de l'aqueduc de Buc[8]
- 1953
  - René Coty est élu président de la République par le Parlement réuni à Versailles. C'est le dernier président français élu par le parlement réuni à Versailles.
  - 26 avril, Charles Mauricheau-Beaupré meurt dans un accident de voiture. Gérald Van der Kemp (1912-2001) devient conservateur du musée et château de Versailles et des Trianons.
  - Tournage de Si Versailles m'était conté... de Sacha Guitry
- 1957
  - 9 avril, soirée de gala donnée par le président René Coty en l'honneur de la reine Élisabeth II[6]. Elle inaugure l'opéra royal restauré, restauration à laquelle elle a contribué[6]
- 1959 - La Lanterne est réservé à l'usage du Premier ministre en fonction, comme résidence de villégiature.

### Années 1960
- 1960 - 20 décembre, première réunion du Congrès (Assemblée nationale et sénat) à Versailles sous la Ve République.
- 1961
  - 1er juin, dîner de gala offert par le général de Gaulle en l'honneur du président Kennedy à la galerie des Glaces[2].
  - Octobre 1961 - dîner de gala en l'honneur du shah d'Iran[6].
- 1962 - Le ministre de la Culture André Malraux entame la restauration du Grand Trianon avec l'aménagement de l'aile gauche pour recevoir les hôtes d'honneur de la République[6] et l'aile de Trianon-sous-Bois pour le président de la République[6].
- 1966 - 20 décembre, le prince Philipp, duc d'Édimbourg, séjourne au Grand Trianon[18] pour une entrevue avec de Gaulle.
- 1963 - arrêt de la machine Dufrayer qui avait remplacé la machine de Marly sur la Seine[8].
- 1969 - 1er mars, le président américain Richard Nixon séjourne au Grand Trianon et a une réunion avec le président français Charles de Gaulle dans les appartements du château[18]

### Années 1970
- 1972 - 15 au 18 mai, la reine Élisabeth II et le duc d'Édimbourg séjournent au Grand Trianon[18]. Le président de la République Georges Pompidou donne un dîner de gala dans le château le 15 suivi d'un spectacle de ballet à l'opéra du château.
- 1977 - destruction partielle de l'aqueduc de Trappes pour l'agrandissement de la ville[8].
- 1978
  - 5 janvier, dîner d'État au Grand Trianon pour la venue du président américain Jimmy Carter[18]
  - Nuit du 25 au 26 juin 1978, attentat à la bombe dans la galerie des Batailles.

### Années 1980
- 1980 - Gérald Van der Kemp part à la retraite. Pierre Lemoine (1920-2006) est nommé conservateur général du musée national de Versailles et des Trianons.
- 1982 - du 4 au 6 juin, 8e sommet du G7.
- 1985 - François Mitterrand accueille et héberge Mikhaïl Gorbatchev au Grand Trianon[6].
- 1986
  - Du 17 au 19 février, premier sommet de la Francophonie.
  - Départ en retraite de Pierre Lemoine. Yves Bottineau († 2008) devient conservateur général.
- 1989 - Départ d'Yves Bottineau. Jean-Pierre Babelon (1931) devient directeur du musée et du domaine national de Versailles.

### Années 1990
- 1992 - François Mitterrand accueille et héberge le président de la Russie Boris Eltsine au Grand Trianon[6].
- 1995 - Départ de Jean-Pierre Babelon. Hubert Astier (1938) est nommé président de l'établissement public du musée et du domaine national de Versailles.
- 1999 - 26 décembre, dans la nuit la tempête Lothar souffle à plus de 200 km/h. 10 000 arbres sont arrachés[6] dont les 2 tulipiers de Virginie plantés par Marie-Antoinette en 1783, le pin de Corse de Napoléon et le chêne dit « de Marie-Antoinette », le plus vieil arbre du parc, planté sous Louis XIV[6].

## XXIesiècle

### Années 2000
- 2003 - Départ d'Hubert Astier. Christine Albanel (1955) devient présidente de l’établissement public du château, du musée et du domaine national de Versailles.
- 2006
  - Janvier - La chancelière allemande Angela Merkel et le président français Jacques Chirac inaugurent au château de Versailles l'exposition « Splendeurs de la cour de Saxe, Dresde à Versailles » avant une rencontre bi-latérale informelle dans cette même ville.
- 2005 - Tournage du film Marie-Antoinette de Sofia Coppola[23]
- 2007
  - Jean-Jacques Aillagon (1946) remplace Christine Albanel devenue ministre de la Culture comme président de l'établissement public du château, du musée et du domaine national de Versailles
  - Nicolas Sarkozy, tout juste élu président de la République, fait de La Lanterne sa résidence de villégiature (auparavant à l'usage du Premier ministre)
- 2008 - Réinstallation d'une grille dite grille royale entre la cour d'Honneur et la cour royale
- 2009 - 22 juin, première réunion du Congrès à Versailles pour écouter une déclaration de Nicolas Sarkozy à la suite de la réforme constitutionnelle de l'année précédente permettant au président de la République de s'adresser devant les assemblées réunies.

### Années 2010
- 2011
  - 2 octobre - Catherine Pégard remplace Jean-Jacques Aillagon à la tête de l'Établissement public du château, du musée et du domaine national de Versailles.
- 2014
  - 27 mars - Concert à l'opéra du château puis dîner au Trianon entre le président de la République française François Hollande et le président de la république populaire de Chine Xi Jinping[24].
- 2015
  - 16 novembre - Réunion du Congrès au château de Versailles pour écouter le président de la République à la suite des attentats du 13 novembre.
- 2016
  - Fin du transfert, entamé en 2014, de tous les services de l'Établissement public du château, du musée et du domaine national de Versailles (administration, conservation...) dans le Grand Commun rénové.
  - Février - Inauguration des espaces inférieurs du pavillon Dufour dont la restructuration a été conçue par l'architecte Dominique Perrault[25]. L'accueil du public se fait désormais par ce pavillon.
  - Mars - Annonce par le domaine du château de Versailles de la création d'un hôtel de luxe dans l'hôtel du Grand Contrôle, l'hôtel du Petit Contrôle et le pavillon des Premières cent marches. Cet hôtel sera concédé au groupe LOV Hotel Collection (Stéphane Courbit) et à Alain Ducasse Entreprise[26].
  - 10 mai - Ouverture de la Galerie des carrosses dans la Grande Écurie[27].
  - 13 septembre - Ouverture du restaurant "Ore" d'Alain Ducasse, au 1er étage du pavillon Dufour, récemment refait.
- 2017
  - 6 mars - mini-sommet européen réunissant le président François Hollande, la chancelière allemande Angela Merkel, le Premier ministre espagnol Mariano Rajoy et le chef du gouvernement italien Paolo Gentiloni[28]. La réunion de travail des 4 dirigeants se tient dans le grand cabinet de Madame Victoire[29], dans les appartements de Mesdames.
  - 29 mai - rencontre entre le président Emmanuel Macron et le président russe Vladimir Poutine avec une conférence de presse commune dans la galerie des Batailles[30].
  - 3 juillet - déclaration d'Emmanuel Macron devant le parlement réuni en congrès.
- 2018
  - La fréquentation du château dépasse pour la première fois les 8 millions de visiteurs[31]
  - 23 janvier - rencontre entre le président Emmanuel Macron et 140 chefs d'entreprises multinationales américaines, asiatiques et européennes pour favoriser l'investissement en France, avec un dîner dans la galerie des Batailles[32].
  - avril - début de la restauration de la chapelle du château financée par mécénat[33].
  - 18 juillet - rencontre entre le président français Emmanuel Macron et le prince héritier du Japon Naruhito avec spectacle de théâtre Nô à l'Opéra royal et dîner dans le vestibule haut de la chapelle royale[34].

### Années 2020
- 2020
  - Le confinement liée à la pandémie de Covid-19 entraîne la fermeture pendant 192 jours du château[35]. Combinée avec la fermeture des frontières une partie de l'année et donc l'absence de touristes étrangers (habituellement 80 % des visiteurs), la fréquentation plonge à environ 2 millions, 4 fois moins que l'année précédente[36].
  - Le conseil départemental des Yvelines vote une aide d'urgence de 15 millions d'euros sur 3 ans[35].
- 2021
  - Rétrospective Hyacinthe Rigaud ou le portrait soleil avec 150 oeuvres exposées, du 19 mai au 13 juin[37], rétrospective initialement prévue fin 2019
- 2022
  - Mise à l'honneur de Louis XV pour le tricentenaire de son couronnement et de son retour à Versailles[38] avec :
    - exposition Louis XV du 18 octobre 2022 au 19 février 2023[38]
    - rénovation du pendule astronomique de Passemant[38]
    - réouverture au public en février 2022 de l'appartement du Dauphin, Louis de France, fils aîné de Louis XV, après une restauration de 17 mois[38]

  - 10 mars et 11 mars - sommet européen[39].
  - 11 juillet - sommet « Choose France » où le président Emmanuel Macron reçoit environ 180 PDG de grands groupes étrangers pour valoriser l'attractivité de la France[40].
  - 18 juillet - dîner d'État au Grand Trianon en l'honneur du cheick Mohammed ben Zayed Al Nahyane, président des Émirats arabes unis[41].